# Chó sục Scotland
Chó sục Scotland (Scottish Terrier) là một giống chó sục cỡ nhỏ có nguồn gốc từ Scotland. Người ta thường gọi nó là Scottie một cách thân thiện. Đây là một giống chó thời thượng giữa thế kỷ 19. Ban đầu nó được gọi là chó săn cáo vùng Aberdeen, tức là tên một thành phố, người ta đã nuôi chúng đầu tiên với số lượng nhiều. Giống chó này được dùng để săn các loài gặm nhấm có hại.

## Đặc điểm
Chó săn cáo Scotland chỉ thuần có màu đen, nhưng thực ra chúng cũng có nhiều màu, kể cả màu nâu trắng hoặc có vằn. Chúng có loại lông xù với màu sắc- đen. Đây là một loại chó nhỏ với chiều cao từ 25–28 cm và trọng lượngtừ 8,6-10,4 kg, nhưng rất gan dạ mà cũng là một tay bảo vệ đắc lực quanh nhà cho chủ. 
Loại chó này là giống dễ quạu cho nên nếu nhà đang có trẻ con thì không nên nuôi nó. Chúng thường di xa để luyện tập nhưng bạn phải theo dõi để đảm bảo chúng không cắn nhau với những con chó khác ngoài tầm kiểm soát của người quản lý.
Chúng thích hợp với các vùng nông thôn, vì nơi đây chúng có thể sống tự nhiên ngoài trời. Dầu vậy, cũng cần huấn luyện nghiêm túc dựa theo bản chất năng động tự nhiên của nó. Tuy nhiên, khi bị loài gặm nhấm phá hoại, chó săn cáo lông xù Scotland sẽ nhanh chóng diệt chúng và loại gậm nhấm sẽ mau mau phải tìm đường trốn thoát. Khi chải lông phải đặc biệt quan tâm đến bộ lông hàm dưới của nó. Cần rửa ráy thường, đừng để thức ăn dính vào.